# تپه قصریک
تپه قصریک مربوط به سدهٔ ۸–۶ ه.ق است و در شهرستان ارومیه، بخش مرکزی، دهستان روضه‌چای، روستای قصریک واقع شده و این اثر در تاریخ ۲۵ آبان ۱۳۸۷ با شمارهٔ ثبت ۲۳۵۵۱ به‌عنوان یکی از آثار ملی ایران به ثبت رسیده است.